# Свјатослав Рихтер
Свјатослав Теофилович Рихтер (рус. Святослав Теофилович Рихтер; 20. март 1915 – 1. август 1997) је био руски пијаниста, познат по свом великом репертоару и виртуозности. Сматра се једним од највећих пијаниста двадесетог века.
Његов репертоар обухватао је период од барока до музике двадесетог века. Највећи део обухватала су дела Хајдна, Шуберта, Шопена, Листа, Прокофјева и др. Интерпретације Рихтера одају његову техничку савршеност, дубоке емоције, осећај времена и стила.

## Биографија

### Детињство
Свјатослав Рихтер је рођен у Житомиру, у Украјини, тада делу Руске Империје. Његов отац, Теофил Данилович Рихтер (1872.-1941) је био немачки пијаниста и композитор који је студирао у Бечу. Свјатославова мајка, Ана Павловна (1892.-1963) била је Рускиња, такође пијаниста. Године 1918, када су Рихтерови родитељи били у Одеси, Руски грађански рат их је одвојио од њиховог сина, а Свјатослав је у том периоду живео са рођаком Тамаром. Са њој је живео од 1918. до 1921. Тада се заинтересовао за сликарство, а Тамара га је учила.
Године 1921, када су се Свјатославови родитељи вратили, преселили су се у Одесу. Рихтеров отац, Теофил, предавао је на Конзеваторијуму у Одеси и радио је као оргуљаш у цркви. Почетком 1920-их, Рихтер се заинтересовао за музику (као и друге уметности попут књижевности, позоришта и др.) и почео да учи клавир. Необично, био је самоук. Отац му је пружио само основно музичко образовање.
Чак и у детињству, Свјатослав је вежбао са оближњим оперским и балетским саставом. Развио је љубав према опери, вокалној и камерној музици, која достиже пун изражај када Рихтер оснива фестивал у Француској и Москви. Са 15 година, почео је да свира са оперским позориштем из Одесе.

### Почетак каријере
Први концерт одржао је 19. марта 1934. године у клубу инжењера у Одеси. Тада још није похађао наставу клавира, па је три године касније потражио Хајнриха Нојхауса, пијанисту и педагога на конзерваторијуму у Москви. Приликом аудиције за пријем на конзерваторијум (изводио је Шопенову Баладу бр. 4), сви су веровали да Рихтер неће бити примљен. Изненађен, Хајнрих је шапнуо својим студентима: „Овај човек је геније!,,. Иако је Нојхаус учио многе познате пијанисте, укључујући Емила Гиљелса и др., он је сматрао Рихтера за чудо од детета, али је ипак тврдио да га је научио „скоро ништа,,.
Рихтер је такође покушао да компонује, чак је своје композиције свира на аудицији за упис на московски конзерваторијум. Престао је да компонује убрзо нако што се преселио у Москву. Годинама касније, Рихтер је ову одлуку објаснио изјавом: „ Можда је ово најбољи начин, али не видим сврху писања лоше музике!,,.

### Иза гвоздене завесе
Већ почетком Другог светског рата, брак Рихтерових родитеља је пропао и његова мајка се заљубила у другог човека. Пошто је Свјатославов отац био Немац, Рихтер је био ухапшен од стране власти, а породица је смишљала су план како да напусте земљу. Због новог љубавног живота, Рихтерова мајка није желела да напусти државу па је породица остала у Одеси. Августа 1941, Свјатославов отац је ухапшен под сумњом да је страни шпијун, а 6. октобра 1941. је убијен. Свјатослав није разговарао са мајком скоро све до њене смрти.
Године 1945, Рихтер је упознао и давао концерте са сопраном Нином Дирлиак. Рихтер и Дорлиак су се дружили целог до краја живота, иако је пијаниста никада није оженио. Она је била присутна у Рихтеровом приватном животу и каријери. Помагала му је пред смрт, и умрла неколико месеци касније, 17. маја 1998. године.
Рихтер је обично био повучен и није био отворен за интервјуе. Никада јавно није разговарао о свом приватном животу, тек је на наговор Бруна Монсежона, филмског редитеља, пристао да буде интервјуисан за документарац о његовом животу (Свјатослав Рихтер: Енигма).
Године 1949. освојио је Стаљинову награду, која му је омогућила да одржи концертне туре у Русији, источној Европи и Кини. Први концерт ван СССР-а био је у Чехословачкој 1950. године. Године 1952, добио је позив да глуми Франца Листа у филму о животу Михаила Глинке (Композитор Глинка).
18. фебруара 1952. године, Рихтер је по први пут дириговао. То је било на светској премијери Прокофјевове Симфоније за виолончело и оркестар у e-moll-у са Мстиславом Ростоповичем као солистом.
Свирао је на сахранама Бориса Пастернака и Јосифа Стаљина.
Пошто је добио Стаљинову и Лењинову награду и постао Народни уметник РСФСР, одржао је прву концертну туру у САД 1960. године, а у Енглеској и Француској 1961. године.

### Турнеја на западу
На западу, за Рихтера су чули преко снимака направљених 50-их година прошлог века. Руски пијансита, Емил Гиљелс, је доста помогао Рихтеру да добије пажњу западне публике.
Први концерт на западу одржан је маја 1960. године, када му је дозвољена да иде у Финску, а 15. октобра 1960. године, свирао је Чикагу Концерт за клавир и оркестар бр. 2 Јоханес Брамса са симфонијским оркестром Чикага. Америчка публика је била одушевљена. Позната музичка критичарка Клаудија Касиди, која је била позната по непријатним рецензијама страних и нових извођача, описала је Рихтера како стидљиво и рањиво излази на сцену, а онда седа за клавир и изводи перформанс живота. Рихтер највећу славу доживљава у серији концерата у Карнеги холу 1960. године.
Ипак, Рихтер је тврдио да не воли да изводи у САД. Такође је тврдио да не воли велика очекивања америчке публике. Године 1970. догодио се инцидент у Алис Тули дворани у Њујорку. Наиме, концерт је прекинут због антисовјетских протеста. Рихтер се заклео да више никад неће доћи у САД. Ипак, кружиле су гласине да је планирао да одржи још неки концерт у Карнеги холу, међутим не зна се да ли је ово истина.
Године 1961, Рихтер је први пут наступио у Лондону. Свирао је дела Хајдна и Прокофјева, међутим наишао је на одбојност публике. Критичар Невил Кардус је тврдио да је Рихтер свирао „малограђански“, питао се зашто је уопште позван да свира у Лондону и рекао да Лондон већ има пуно „другокласних“ пијаниста. Након концерта 18. јуна 1961, када је Рихтер изводио оба Листова концерта за клавир и оркестар, критике су се преокренуле.
Године 1970, Рихтер је посетио Јапан по први пут, путујући железницом кроз Сибир, а затим бродом јер није волео авионе. Свирао је Бетовена, Шумана, Мусоргског, Прокофјева, Бартока и Рахмањинова, као и дела Моцарта и Бетовена са јапанским оркестрима. Посетио је Јапан осам пута.

### Последње године
Рихтер је уживао да свира пред публиком, али није волео да планира концерте годинама унапред. У позним годинама, свирао је у мраку само са једном лампом која је осветљавала нотни текст. Тврдио је да ово помаже публици да се више фокусира на музику а мање на небитне ствари попут извођачевих мимика и покрета.
Године 1986, одржао је шестомесечну турнеју по Сибиру са својим Yamaha клавиром. Сматра се да је одржао око 150 концерата, и то чак и у градовима који нису имали концертну дворану. Речено је да је после једног таквог концерта, публика, која никада пре тога није чула извођење класичне музике уживо, окупила се у средини дворане и почела махати како би прославили извођача. Последњих година живота, улаз на Рихтерове концерте је био бесплатан.
При крају 1995. године, Рихтер је изводио најзахтевнија дела, укљујући Равелову свиту Одрази, Другу сонату Прокофјева, Шопенове етиде и Баладу бр. 4.
Последњи концерт са оркестром, где је изводио Моцартове концерте за клавир и оркестар са јапанским симфонијским оркестром и његовим старим пријатељом Рудолфом Баршаијем, одржани су 1994. године.
Последњи соло рецитал је био приватно окупљање у Либеку, у Немачкој, 30. марта 1995. године. Програм се састојао од две сонате Хајдна и Регерових Варијација и фуге на тему Бетовена.
Рихтер је умро 1. августа 1997. године, у Централној болници у Москви од срчаног удара, након што је патио од депресије изазване немогућношћу да изводи у јавности.

## Репертоар
Рихтер је једном рекао: „Мој репертоар се састоји од 80 различитих програма, не бројећи камерну музику.". У ствари, Рихтеров репертоар се кретао од Хендла и Баха до Шимановског, Берга, Веберна, Стравинског, Бартока и др. Није свирао многа позната дела попут Бетовенове Валдштајн и Месечеве сонате, Четвртог и Петог концерта за клавир и оркестар, Шуберове сонате у A-Dur-у, Шопеновог концерта и Друге сонате, као и Рахмањиновог трећег концерта.
Рихтер је неуморно учио нова дела. Највећи део његовог репертоара представљају дела Шуберта, Шумана, Бетовена, Баха, Шопена, Листа, Прокофјева и Дебисија. Интересантно је да је одржао премијеру Прокофјеве Сонате бр. 7 коју је научио за само четири дана, и Сонате бр. 9, коју је Прокофјев посветио Рихтеру. Често је изводио и камерну музику са Мстиславом Ростоповичем и др.
Пијаниста је такође био диригент на премијери Прокофјевове Симфоније-Концерта за виолончело и оркестар. Солиста је био Ростопович, коме је и само дело било посвећено. Прокофјев је такође написао Сонату за виолончелу у C-Dur-у за Ростоповича, које су извели он и Рихтер 1950. године. Рихтер је био страствен виолончелиста а Ростопович добар пијаниста. На једном концерту у Москви заменили су инструменте.